# Frédérick Juncker
Frédérick Juncker, né le 3 décembre 1822 à Paris et mort le 9 octobre 1906 à Asnières, est un peintre et un poète français.

## Biographie
Jules Édouard Juncker, dit Frédérick Juncker, est le fils de Frédérique Louise Juncker.
Élève de Léon Cogniet, il expose au Salon de 1848 à 1903.
En 1849, il épouse Caroline Elisabeth Quenout.
Protestant, il est le secrétaire général de la Ligue contre l'Athéisme.
Il meurt à son domicile d'Asnières à l'âge de 83 ans. Il est inhumé le 11 octobre 1906 au cimetière de Montmartre.

## Publications
- Le Culte
- Gerbe
- Vers l'abîme